# Pătulele
Pătulele é uma comuna romena localizada no distrito de Mehedinţi, na região de Oltênia. A comuna possui uma área de 108.66 km² e sua população era de 4197 habitantes segundo o censo de 2007.